# Україна — це ти
Україна – це ти! (с укр. — «Украина – это ты!») — песня украинской певицы Тины Кароль, выпущенная 1 марта 2015 года совместно, с участниками шоу «Голос. Дети». Композиция занесена в «Хрестоматию украинской детской литературы для чтения в первом — втором классах».

## Описание
Как известно, по завершении «Вокальных боёв» Тина Кароль объявила в эфире шоу «Голос. Дети», что для всех участников своей команды жизнь продолжится и вне проекта. Певица сказала, что приглашает всех детей спеть вместе с ней патриотическую песню, которую она написала сама, а также сняться с ней в видеоклипе.
Музыку Тина Кароль написала сама, а слова — в соавторстве с Николаем Бровченко. Вместе с Тиной композицию исполняют участники её команды вокального телешоу Голос. Дети.
«Это дети меня вдохновили написать такую песню. И мы решили снять совместный клип ... Я очень волнуюсь, потому что я редко пишу композиции для себя и открыто об этом говорю. Но это красивая патриотическая песня об Украине на украинском языке», – Тина Кароль
«Я рада, что дети исполняют её. Очень хочу, чтобы их голоса звучали в эфире и радовали зрителей своей чистотой, искренностью и добротой, которой так нам сейчас не хватает», – Тина Кароль

## Видео
Тина Кароль с участниками "Голос. Дети" презентовала патриотичный клип на композицию «Украина – это ты».  Песню Тина Кароль презентовала на телеканале 1+1 перед стартом финала вокального шоу "Голос. Дети", который состоялся 1 марта 2015 года. Тина Кароль призналась, что на написание композиции ее вдохновили дети.

## Список композиций
| №  | Название                 | Текст песни                    | Музыка      | Длительность |
| -- | ------------------------ | ------------------------------ | ----------- | ------------ |
| 1. | «Україна – це ти»        | Тина Кароль, Николай Бровченко | Тина Кароль | 3:23         |
| 2. | «Україна – це ти (Live)» | Тина Кароль, Николай Бровченко | Тина Кароль | 4:15         |

## Live исполнения
1 марта 2015 года, В финале шоу «Голос. Дети», Тина Кароль совместно с участниками из своей команды, впервые исполнили песню «Україна – це ти».
25 мая, исполнила песню в концертной программе «Музыкальный спектакль: «Я все еще люблю».
24 августа, на концерте «Независимость — это ты» певцы исполняли «Україна - це ти» и другие патриотические песни для героев АТО, волонтеров и всех украинцев. Пели о любви к Родине, к свободе и справедливости.
24 июля 2016, в Юрмале (Латвия) состоялся завершающий гала-концерт фестиваля "Made in Ukrainа". Тина исполнила песни «Намалюю» и Україна — це ти».
24 августа 2018, в грандиозном праздничном шоу "З Днем народження, Україно!", от телеканала «Украина», Кароль исполнила «Україна – це ти».
19 июля 2020, выступила на «Славянском базаре» (Витебск) с песнями «Перечекати», «Намалюю», «Україна - це ти», а также песню на белорусском языке «Родны беражок» вместе с певицей Инной Афанасьевой.
23 декабря, во Дворце спорта в Киеве, состоялся концерт "Рождественская история с Тиной Кароль". Певица исполнила песни «Вільна»(совместно с Юлией Саниной) и Україна -це ти».
12 апреля в Польше на стадионе «Легии» во время перерыва благотворительного футбольного матча «Match For Peace» в поддержку Украины между Динамо (Киев) и Легия (Варшава), Тина Кароль исполнила композицию «Україна – це ти».

## В массовой культуре
Песню, которую уже называют детским гимном Украины, занесли в «Хрестоматию украинской детской литературы для чтения в первом — втором классах». В книге опубликовали текст и ноты произведени.
«Сейчас эта песня будет напечатана в книгах за 1-й и 2-й класс в хрестоматии украинского языка и литературы. Когда я впервые об этом услышала, я рыдала. Я рыдала три дня. Об этом можно только мечтать», – говорит Тина Кароль

## История релиза
| Регион | Дата            | Формат                      | Версия     | Лейбл      | Прим.  |
| ------ | --------------- | --------------------------- | ---------- | ---------- | ------ |
| Мир    | 12 декабря 2015 | Цифровая загрузка, стриминг | украинская | Баз лейбла | [ 19 ] |
| СНГ    | 30 марта 2015   | Радиоротация                | украинская | Баз лейбла | [ 20 ] |

## Награды и номинации
| Год  | Награда | Номинированная работа | Категория   | Результат | Ис.    |
| ---- | ------- | --------------------- | ----------- | --------- | ------ |
| 2016 | «YUNA»  | «Україна – це ти»     | Лучший дуэт | Номинация | [ 21 ] |